# Channa marulius
Channa marulius is een straalvinnige vissensoort uit de familie van de slangenkopvissen (Channidae). De wetenschappelijke naam van de soort is voor het eerst geldig gepubliceerd in 1822 door Hamilton.